# Список умерших в 1909 году
В этой статье представлен список известных людей, умерших в 1909 году.
См. также: Категория:Умершие в 1909 году

## Январь
- 2 января — Иоанн Кронштадтский (79) — священник Русской православной церкви, проповедник, духовный писатель, церковно-общественный и социальный деятель право-консервативных монархических взглядов.
- 5 января — Фёдор Плевако (66) — российский адвокат, юрист, судебный оратор, действительный статский советник.
- 10 января — Павел Зеленой (75) — русский военачальник и государственный деятель, полный генерал по Адмиралтейству.
- 12 января — Герман Минковский (44) — немецкий математик и физик.
- 12 января — Василий Гельцер (68) — российский артист и педагог балета.
- 14 января — Зиновий Рожественский (60) — российский флотоводец.
- 15 января — Роберт Цюнд (83) — один из крупнейших швейцарских художников XIX столетия.
- 19 января — Богдан Дедицкий — первый профессиональный галицко-русский журналист, писатель и поэт.
- 21 января — Местан Мезиде (39) — шестая жена османского султана Абдул-Хамида II и мать шехзаде Мехмета Бурханеттина Эфенди.
- 23 января — Александра Шуберт-Яновская (81) — русская актриса.
- 28 января — Александр Верещагин (58) — русский генерал-майор, писатель.

## Февраль
- 4 февраля — Эрнест Жибер (85) — российский архитектор, художник, профессор.
- 8 февраля — Мечислав Карлович (32) — белорусский и польский композитор и дирижёр.
- 10 февраля — Исмаил Нахичеванский (90) — российский военачальник, генерал от кавалерии.
- 17 февраля — Джеронимо (79) — военный предводитель апачей, который в течение 25 лет возглавлял борьбу против вторжения США на землю своего племени.

## Март
- 5 марта — Дживани (63) — выдающийся армянский поэт, музыкант и ашуг Серо́б Степа́нович Левоня́н.
- 8 марта — Фридрих Амелунг (66) — шахматист, шахматный композитор и литератор.
- 26 марта — Николай Аркас (56) — украинский культурно-образовательный деятель, писатель, композитор, историк.

## Апрель
- 4 апреля — Сергей Сабашников — известный русский издатель.
- 13 апреля — Генрих Шель (79) — Рижский архитектор конца XIX - начала XX века.
- 17 апреля — Фёдор Берг (69) — русский поэт, прозаик, журналист.

## Май
- 7 мая — Алексей Товт (55) — протопресвитер Русской православной церкви в США, один из наиболее значимых американских православных миссионеров.
- 11 мая — Фердинанд Резничек (40) — австрийский художник-карикатурист.
- 16 мая — Осип Пергамент — русский юрист, общественный деятель, писатель.
- 25 мая — Аристидес Брезина (61) — австрийский минералог.

## Июнь
- 1 июня — Фёдор Соколов — историк, филолог и эпиграфист.
- 11 июня — Яков Гордин (56) — известный еврейский драматург.
- 18 июня — Павел Крушеван (49) — русский и молдавский журналист, прозаик, публицист.
- 20 июня — Фёдор Мартенс (63) — российский юрист-международник.
- 24 июня — Александр Половцов (77) — видный государственный и общественный деятель Российской империи, меценат, промышленник.

## Июль
- 8 июля — Гастон Александр Огюст де Галифе (79) — маркиз, французский генерал, военный министр (1899—1900), известен как создатель брюк галифе.
- 18 июля — Дон Карлос Младший (61) — претендент на испанский престол, пытавшийся захватить власть в ходе Второй карлистской войны.
- 21 июля — Густав Карпелес— немецкий публицист и историк литературы.
- 22 июля — Лев Брусилов (62) — российский вице-адмирал. Один из главных инициаторов создания и первый начальник Морского генерального штаба.
- Николай Пальчевский (46) — русский ботаник, учитель и наставник В. К. Арсеньева. Вице-председатель Общества изучения Амурского края.

## Август
- 8 августа — Иероним Краузе (64) — российский медик, ботаник, исследователь природных ресурсов, медицинской традиции, видный общественный деятель.
- 15 августа — Исидор Баканжа — блаженный Римско-католической церкви, мученик; умер от последствий ранений, нанесённых плантатором-бельгийцем за отказ снять Святой Скапулярий кармелитов.
- 25 августа — Виссарион Иванович Джугашвили — отец И. В. Сталина.

## Сентябрь
- 22 сентября — Николай Мурашко (65) — украинский художник и педагог.

## Октябрь
- 8 октября — Нафтали Имбер — еврейский поэт, автор текста «Ха-Тиквы».
- 19 октября — Чезаре Ломброзо (73) — итальянский судебный психиатр и антрополог.
- 26 октября — Ито Хиробуми (68) — выдающийся японский политик, 1-й (с декабря 1885), 5-й, 7-й и 10-й Премьер-министр Японии.
- 30 октября — Арсений Введенский (64) — русский литературный критик, библиограф, историк литературы.

## Ноябрь
- 9 ноября — Уильям Фрайт (90) — английский художник.

## Декабрь
- 7 декабря — Михаил Волконский (77) — русский государственный деятель.
- 12 декабря — Ян Гаррах (81) — хозяин обширных владений в северной Чехии, политик и меценат из графского рода Гаррахов.
- 13 декабря — Иннокентий Анненский (54) — русский поэт, переводчик, литературный критик.
- 17 декабря — Леопольд II (74) — 2-й король Бельгии (с 1865).
- 30 декабря — Александр Турчевич (54) — пермский архитектор и актёр.

## Дата неизвестна или требует уточнения
- Апрель — Абдул Карим (45—46) — слуга и последний фаворит королевы Виктории.